# Cleome sessilifolia
Cleome sessilifolia är en paradisblomsterväxtart som beskrevs av Julius Hermann Schultes. Cleome sessilifolia ingår i släktet paradisblomstersläktet, och familjen paradisblomsterväxter. Inga underarter finns listade i Catalogue of Life.